# Reinoud II van Brederode
Reinoud II van Brederode (Santpoort, 1415 – Vianen, 16 ottobre 1473) è stato un nobile e militare olandese.

## Biografia
Figlio di Walraven I van Brederode e di Johanna van Vianen, suo zio Wilhelm van Brederode fu reggente durante la sua minore età e sino al 1438, quando Reinoud venne ufficialmente nominato signore feudale in quanto maggiorenne. Nel 1445 venne nominato cavaliere dell'Ordine del Toson d'oro e venne nominato anche burgravio di Utrecht. Reinoud venne in aiuto del fratello Gijsbrecht van Brederode nella sua disputa col vescovo Davide di Borgogna, il quale ad ogni modo riuscì a catturare Reinoud nel 1470 e col fratello lo fece torturare. Carlo il Temerario lo liberò, ma la prigionia e le torture subite fiaccarono Reinoud a tal punto che egli non riuscì mai a riprendersi del tutto.

## Matrimoni e figli
Reinoud sposò Lijsbeth Willems nel 1440. La coppia ebbe diversi figli ma il matrimonio non venne mai riconosciuto e i figli vennero dichiarati illegittimi. Attorno al 1458 si risposò regolarmente con Yolanda de Lalaing, figlia di Wilhelm de Lalaing.
Reinoud ebbe i seguenti figli da Lijsbeth, sua prima moglie:
- Walraven van Brederode  ± 1440–????
- Reinier van Brederode  ± 1444–± 1481
- Hendrik van Brederode  ± 1447–????
- Johan van Brederode  ± 1450–????
- Johan van Brederode  ± 1452–????
- Johanna van Brederode  ± 1455–????
- Joost van Brederode  ± 1457–????

Reinoud ebbe i seguenti figli da Yolanda, sua seconda moglie:
- Josina van Brederode  ± 1458–????
- Johanna van Brederode  ± 1459–????
- Walravina van Brederode  ± 1460–± 1500
- Anna van Brederode  ± 1461–????
- Walraven II van Brederode  1462–1531, successore
- Frans van Brederode  1465–± 1490
- Yolande van Brederode  ± 1467–????